# 事後強盜
事後強盜，又稱準強盜，是指偷竊或搶奪行為實行中或實行完畢後，基於抗拒拘捕、防護贓物、隱滅罪跡的事由，而當場實行暴行或者脅迫後，依刑法的規定，要以強盜罪論罪，亞洲及世界各國都有明文規定。

## 各地相关法律
中華民國刑法第329條：
「竊盜或搶奪，因防護贓物、脫免逮捕或湮滅罪證，當場施以強暴脅迫者，以強盜論」
 中华人民共和国刑法第269條：
犯盜竊、詐騙、搶奪罪，為窩藏贓物、抗拒抓捕或者毀滅罪證而當場使用暴力或者以暴力相威脅的，依照本法第二百六十三條的規定定罪處罰。
 日本刑法第238条
窃盗が、財物を得てこれを取り返されることを防ぎ、逮捕を免れ、又は罪跡を隠滅するために、暴行又は脅迫をしたときは、強盗として論ずる。